# East Side Records
East Side Records ist ein D.I.Y.-Punkrock-Label, welches sich fast ausschließlich auf Vinyl-Veröffentlichungen spezialisiert hat.

## Geschichte
Das Label wurde 1997 gegründet und veröffentlichte zunächst deutsche Punkrock-Bands. Neben den Im Zeichen des (Pleite-)Geiers Samplern, mit weitestgehend unbekannten Künstlern, erschienen Veröffentlichungen von u. a. Die Schwarzen Schafe und Ungunst. Bereits 1998 ging man über die Grenzen Deutschlands hinaus und veröffentlichte das erste Album der englischen Band Barnstormer. Bei dieser Gruppe handelt es sich um die erste Band des Solokünstlers Attila the Stockbroker.
Im Jahr 2000 erschien die erste Veröffentlichung der Trashcan Darlings, welche das spätere Portfolio des Labels stark prägte.
Das Label zeichnet sich durch seine musikalische Vielfalt im Genre Punk aus. Darüber hinaus sind sämtliche Vinyl-Veröffentlichungen limitiert, wobei die Auflagenhöhe eine Schnapszahl ist.

## Bands
- Trashcan Darlings
- Attila the Stockbroker's Barnstormer
- Kaltfront
- Momo Lamana
- Die Schwarzen Schafe
- Ungunst
- Bottles
- Sick
- Inkomplex
- Machtwort
- The Revolvers